# Іноуе Маріна
Іноуе Маріна (яп. 井上 麻里奈, нар. 20 січня 1985, Токіо, Японія) — японська актриса і сейю.
Іноуе дебютувала як сейю і співачка після того, як була обрана з 2000 людей на прослуховуванні «Збираюся стати зіркою» (організація Sony Music Entertainment Japan) на головну роль озвучення персонажа в OVA «Le Portrait de Petit Cossette».